# 13-та танкова дивізія (Третій Рейх)

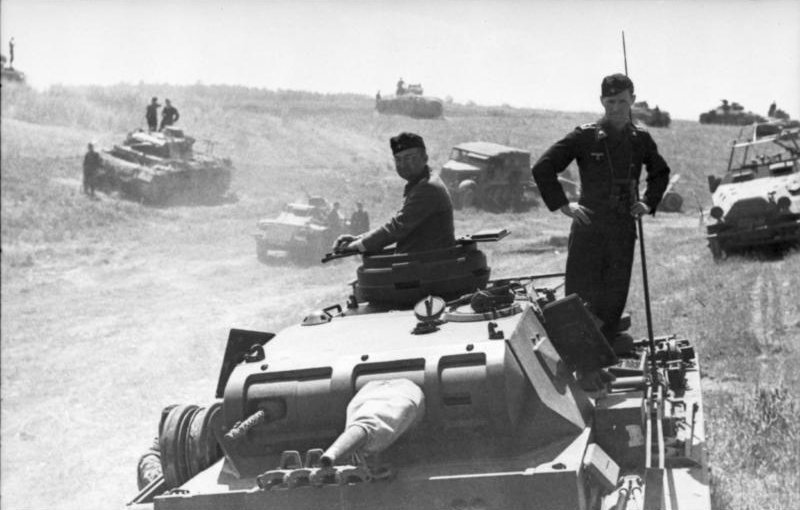
Танки Panzer III 13-ї танкової дивізії в Польщі. 1 червня 1941

13-та танкова дивізія (нім. 13. Panzer-Division) — танкова дивізія Вермахту в роки Другої світової війни, що була переформована з 13-ї моторизованої дивізії.

## Участь дивізії у бойових діях на території України
13-та танкова дивізія Вермахту 1941 року під командуванням генерал-лейтенанта Вальтера Дюверта (нім. Walther Düvert) брала надзвичайно активну участь у бойових діях на території України, зокрема у цьому році двічі брала участь у штурмі Києва.
В першій декаді липня 1941 року повз уманський котел швидко просунулися в напрямку до Білої Церкви дві танкові дивізії Вермахту — 13-та та 14-та. Вони рухалися одна за одною, і 13 липня розвідка 13-ї дивізії підійшла до р. Ірпінь, але просунутися далі не змогла, оскільки заплава річки на той час становила суцільне болото. З півдня і заходу до Києва вели три шляхи: Житомирський, Одеський та Обухівський. Але німецька розвідка пробилася до р. Ірпінь досить оригінально — вздовж залізниці, і хоча там існували побудовані ще у 30-х роках оборонні споруди Київського укріпрайону вони не були оснащені важким озброєнням, а тільки кулеметами «Максим», тому заподіяти великої шкоди легким танкам розвідки не змогли.
Того ж дня інша танкова колона 13-ї дивізії через Кагарлик, Обухів та села Підгірці, Ходосівка, Лісники та Пирогів вийшли до околиці Києва — Корчуватого, де було захоплено радянський бронепотяг.
Просунутися далі по вулиці Великій Китаївській (зараз проспект Науки) підрозділи дивізії не змогли, оскільки ця вулиця була перекопана протитанковими ровами та мала інші протитанкові перешкоди і становила суцільну лінію оборони. Тому розвідка дивізії на легких танках, мотоциклах та бронетранспортерах пішла через селище Мишоловку, а далі через заболочену місцину та Голосіївський ліс у напрямку госпдвору сільськогосподарської академії. Там їх зустріли 5-та, 6-та та 212-та повітряно-десантні бригади, 147-ма та 284-та стрілецькі дивізії, а також понад дві тисячі ополченців — ненавчених і неозброєних студентів та викладачів сільськогосподарської академії. Бої точилися майже три дні. Все ополчення загинуло.
В цей момент німецькі підрозділи отримали наказ про залишення позицій із тактичних міркувань тому, що в районі Богуслава вздовж р. Рось радянськими військами був завданий контрудар, по суті в тил і фланг танкової групи. Крім того, німці настільки відірвалися від власних баз постачання, що в них закінчилося пальне, набої та продовольство. Вони були вимушені повернутися на рубіж Білої Церкви де і знаходилися до початку другого штурму Києва у серпні 1941 року.

## Командування

### Командири
- генерал-лейтенант Фрідріх-Вільгельм фон Роткірх унд Пантен (нім. Friedrich-Wilhelm von Rothkirch und Panthen) (11 жовтня 1940 — 25 червня 1941);
- генерал-майор Вальтер Дюферт (нім. Walther Düvert) (25 червня — 30 листопада 1941);
- оберст, з квітня 1942 — генерал-майор Трауготт Герр (1 грудня 1941 — 1 листопада 1942);
- генерал-лейтенант Гельмут фон дер Шевалері (нім. Hellmut von der Chevallerie) (1 листопада — 1 грудня 1942);
- генерал-майор Вільгельм Крізоллі (нім. Wilhelm Crisolli) (1 грудня 1942 — 15 травня 1943);
- генерал-лейтенант Гельмут фон дер Шевалері (нім. Hellmut von der Chevallerie) (15 травня — 1 вересня 1943);
- генерал-майор Едуард Гаузер (нім. Eduard Hauser) (1 вересня — 26 вересня 1943);
- генерал-майор Ганс Мікош (нім. Hans Mikosch) (26 вересня 1943 — 18 травня 1944);
- оберст Фрідріх-Ердманн фон Гаке (нім. Friedrich-Erdmann von Hake) (18 травня — 25 травня 1944), ТВО;
- генерал-майор Ганс Трьогер (25 травня — 9 вересня 1944);
- генерал-майор Гергард Шмідгубер (нім. Gerhard Schmidhuber) (9 вересня 1944 — 11 лютого 1945).